# Hausschwämme

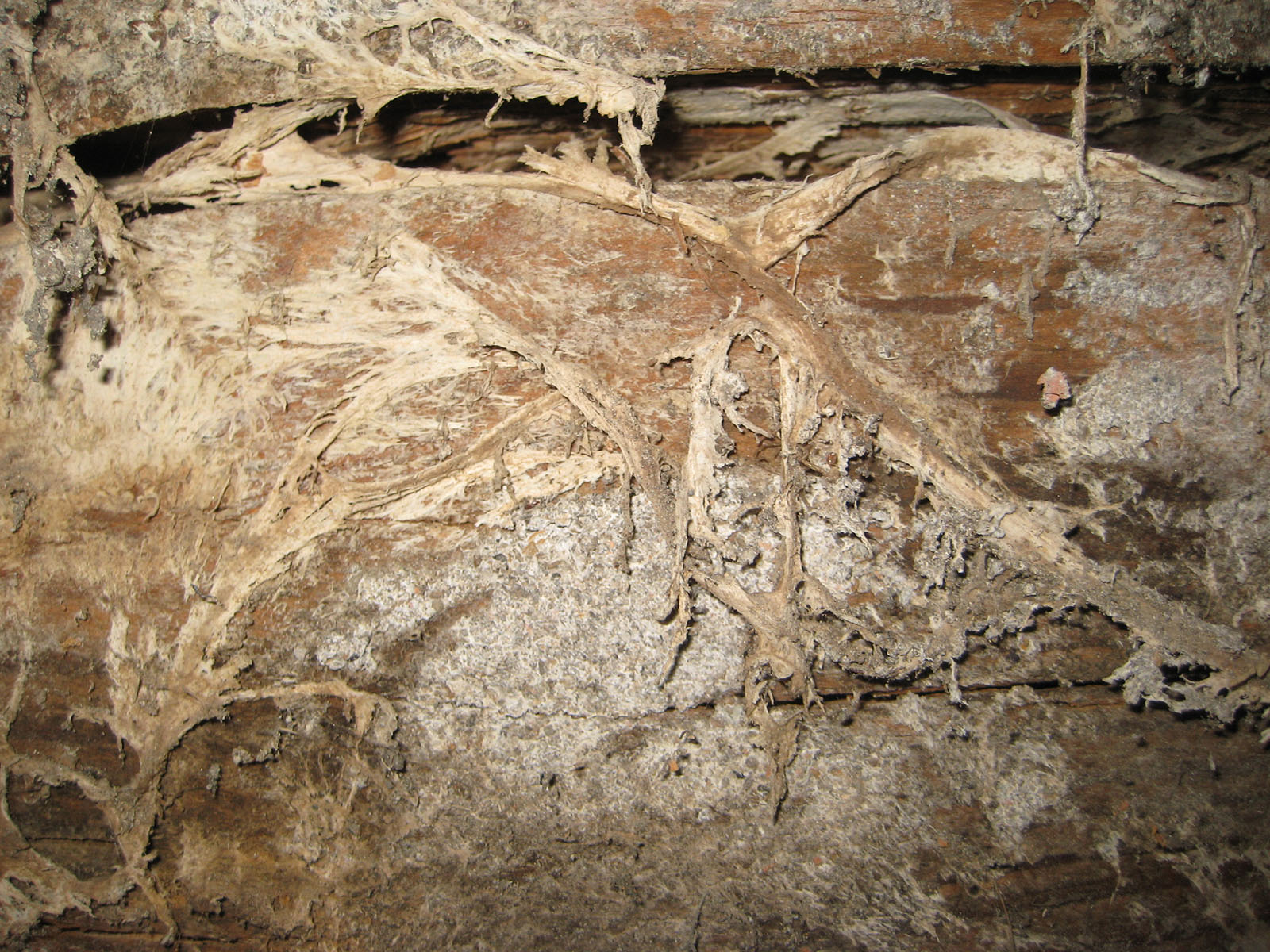
Echter Hausschwamm (Serpula lacrymans) auf Holzbalken

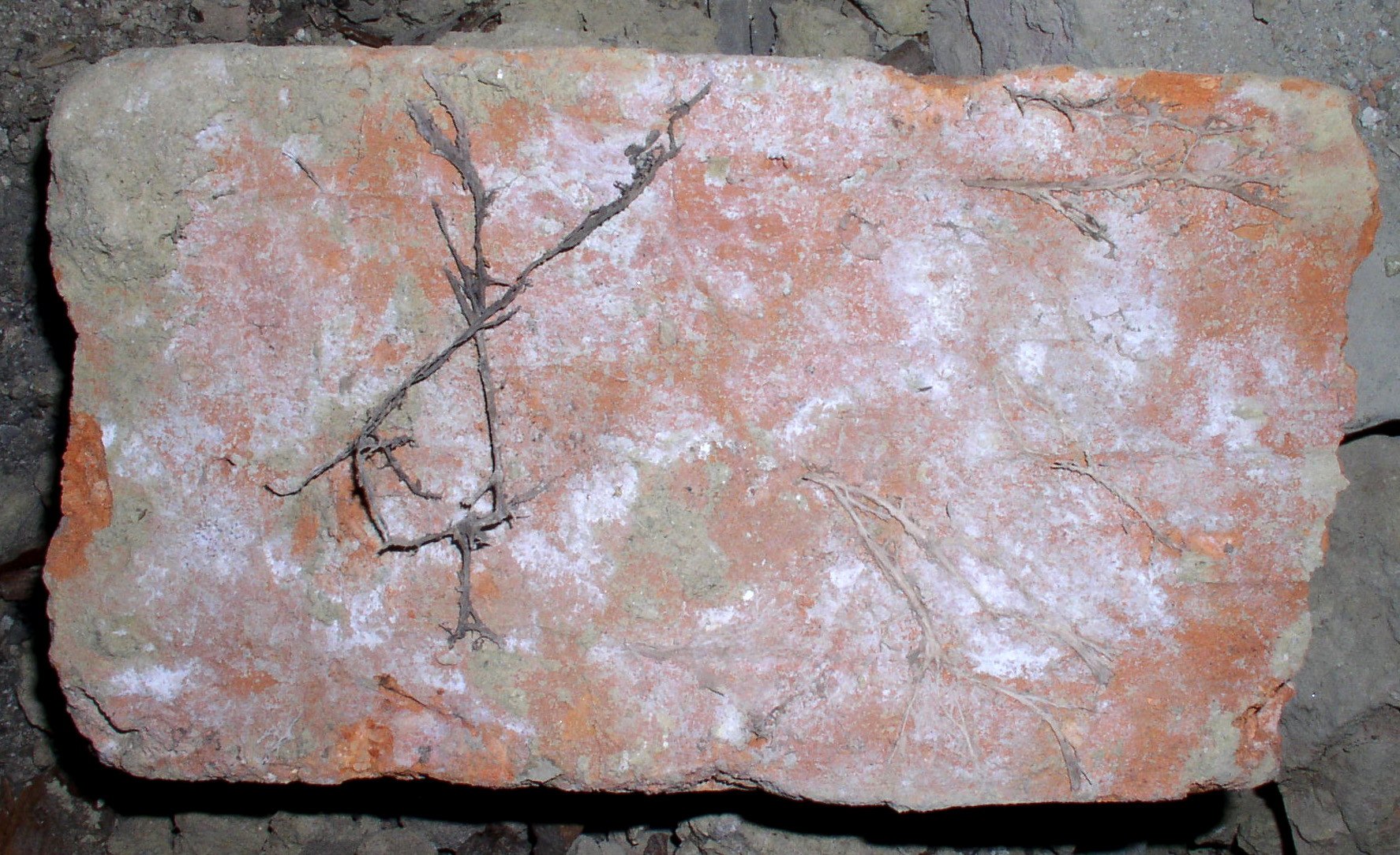
Mauerziegel mit Mycelsträngen des Echten Hausschwamms

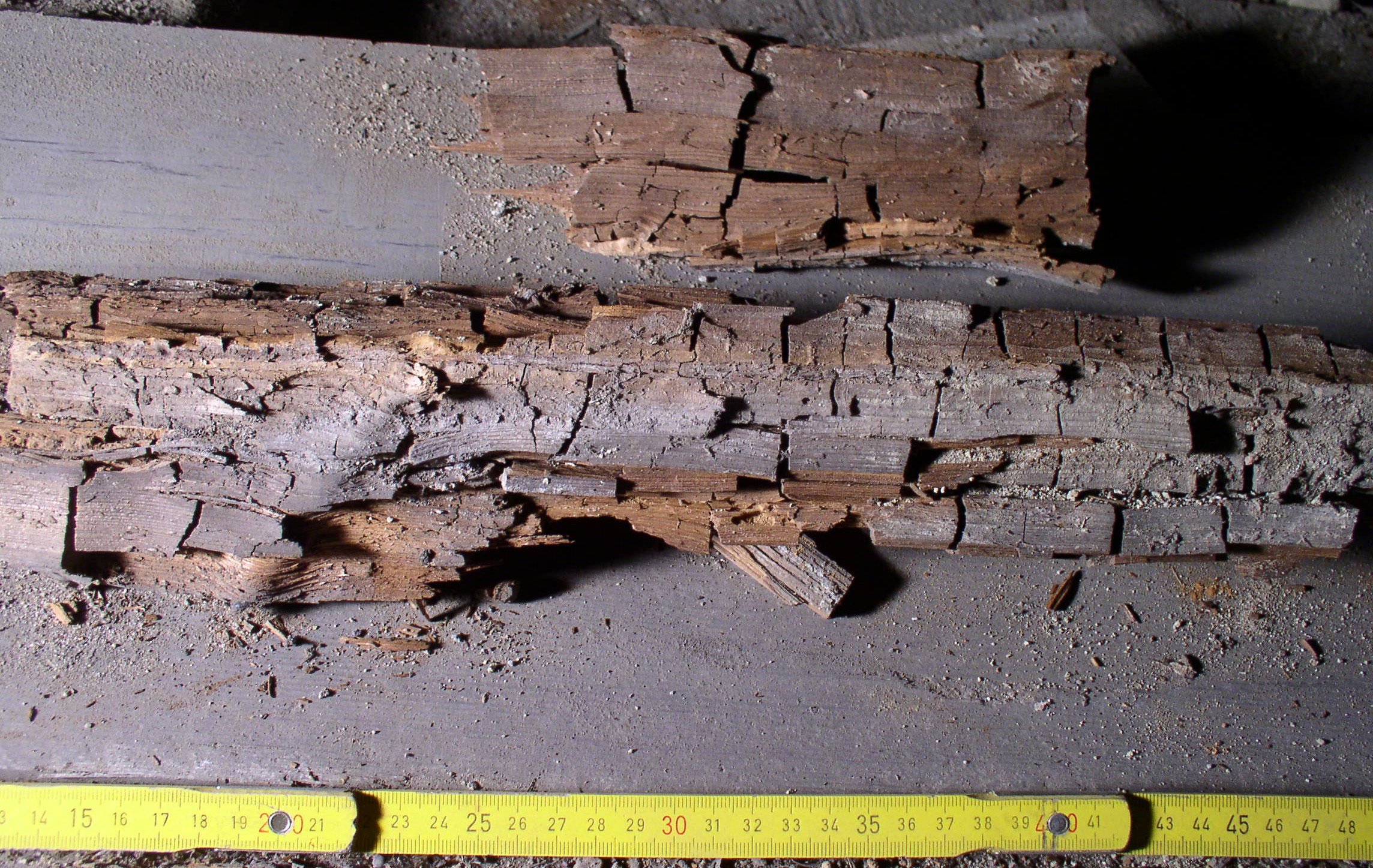
Vom Echten Hausschwamm verursachte Braunfäule

Die Hausschwämme (Serpula) sind eine Pilzgattung aus der Familie der Hausschwammverwandten; trotz ihrer flachen, dem Substrat aufliegenden Fruchtkörper gehören sie zur Ordnung der Dickröhrlingsartigen (Boletales).
Die Typusart ist Merulius destruens.

## Merkmale
Die Hausschwämme bilden resupinate (dem Substrat anliegende) bis effuso-reflexe (an den Rändern vom Substrat abstehende) fleischige bis wachsartige Fruchtkörper, deren Oberfläche höckerig-faltig, bei manchen Arten auch stoppelig oder unregelmäßig porig ist. Die doppelwandigen Sporen sind kugelig bis ellipsoid, sie sind gelblich bis braun gefärbt.

## Ökologie
Die Hausschwämme sind saprobiontische Holzbewohner, die eine intensive Braunfäule im befallenen Holz erzeugen.

## Arten
Die Gattung enthält weltweit 15 Arten, von denen 2 in Europa vorkommen:
| Deutscher Name                    | Wissenschaftlicher Name | Autorenzitat                               |
| --------------------------------- | ----------------------- | ------------------------------------------ |
| Wilder Hausschwamm                | Serpula himantioides    | (Fries 1818 : Fries 1821) P. Karsten 1884  |
| Echter oder Tränender Hausschwamm | Serpula lacrymans       | (Wulfen 1781 : Fries 1821) P. Karsten 1884 |

## Bedeutung
Insbesondere der Echte Hausschwamm ist ein bedeutender und gefürchteter Holzschädling, da er im Gegensatz zu den meisten anderen in Gebäuden vorkommenden Pilzarten (wie dem braunen Kellerschwamm) in der Lage ist, viele Meter weit durch Mauerwerk zu wachsen.
Es ist üblich, alle Holzbauteile im Umkreis von wenigstens einem Meter von sichtbarem Befall zu entfernen, um Mycelien zu entfernen, die unsichtbar unter der Oberfläche verlaufen. Befallenes Mauerwerk sollte mit offener Flamme und mit Fungizid behandelt werden.
Neben Holz findet der Pilz auch auf anderen organischen Materialien wie u. a. Textilien, Papier, Spanplatten, Stroh und Schilf gute Wachstumsvoraussetzungen.